# Mlandege (Iringa)
Mlandege ist ein Verwaltungsbezirk (englisch Ward) des Distrikts Iringa (MC) in der tansanischen Region Iringa.

## Geografie
Mlandege liegt im südlichen Hochland von Tansania, es ist ein Stadtteil im Westen der Regionshauptstadt Iringa. Der Bezirk grenzt im Nordwesten an Mwangata, im Norden an Kwakilosa, im Nordosten an Mshindo, im Südosten an Kitwiru und im Westen an Isakalilo. Bei der Volkszählung 2022 lebten 4235 Menschen in 1391 Haushalten auf einer Fläche von einem Quadratkilometer.

## Gliederung
Der Bezirk besteht aus zwölf Stadtteilen (swahili Mtaa):
- Ngulika
- Msanya
- Mafuruto
- Sokoni
- Mlambalazi
- Nguzo
- Makondeko
- Lubida
- Kalenga Road
- Kota
- Mapinduzi
- Ngeng'ena

## Infrastruktur
- Bildung: Die Mlandege Secondary School ist eine staatliche Tagesschule mit einer Ausbildung bis zur 4. Stufe.[8]
- Verkehr: Die Grenze im Osten bildet die Nationalstraße T5, die in Iringa von der T1 abzweigt und nach Dodoma führt.[9]